# Record of Ragnarok
 (транслит.  — дос. „Судње Валкире“) јесте манга коју су написали Шиња Умемура и Такуми Фукуј, а илустровала група уметника под називом „Аџичика“. Објављује се од 2017. године у магазину Comic Zenon. Наслов је произвео три спиноф манге и оригиналну нет анимацију.
У Србији, издавачка кућа Најкула преводи мангу на српски језик од 2025. године.

## Радња
Одбор Богова сматра да су људи довољно живели и да их треба одстранити. Валкира Брунхилда, међутим, жели да човечанство добије још једну шансу да се докаже. Стога, настаје такмичење под називом „Рагнарок“ у коме важне историјске личности морају да поразе богове у барем седам од тринаест мечева.

## Франшиза

### Манга
Мангу Record of Ragnarok написали су Шиња Умемура и Такуми Фукуји, док су илустрације радили уметници под заједничким називом „Аџичика“. Објављује се од 25. новембра 2017. године у магазину Comic Zenon компаније Coamix. Први том објављен је 19. маја 2018. године.
У Србији, издавачка кућа Најкула је након пар тизера, 15. априла 2024. године потврдила да ће преводити Record of Ragnarok на српски језик.
Манга је произвела три спинофа. Први, Shūmatsu no Walküre: Lu Bu Hōsen Hishōden, објављивао се од 25. октобра 2019. до 25. новембра 2022. године, са поглављима сакупљеним у седам томова. Други спиноф, , објављује се од 25. октобра 2022. године. Трећи спиноф, , објављује се од 25. јуна 2024. године.

### Аниме
Серијал је адаптиран у аниме, односно оригиналну нет анимацију, који се објављује на Нетфликсу од 2021. године. Тренутно се састоји од две сезоне. Прву, сачињену од 12 епизода, анимирао је студио . Друга сезона емитовала се од 26. јануара до 12. јула 2023. године и анимирао ју је студио Yumeta Company. Трећа сезона је најављена. Трећа сезона ће изаћи у децембру 2025. године.

## Пријем
Закључно са децембром 2021. године, манга је продата у преко девет милиона примерака. У анкети коју спроводи часопис Kono Manga ga Sugoi!, серијал је 2019. године заузео пето место за најбољу мангу међу мушким читаоцима. Исте године, заузео је двадесето место на такмичењу Next Manga у категорији за штампана издања. Године 2018. и 2020. манга се нашла на петом и дванаестом месту на списку препоручених стрипова за ту годину коју спроводе јапанске књижаре.
Председник Универзалног хиндуистичког друштва је октобра 2020. године критиковао тривијални приказ њихових божанстава у серији, поготово Шиве. Истог мишљења били су амерички Индијци. Нетфликс је због тих критика уклонио Шиву из трејлера, и касније укинуо стримовање анимеа у Индији.

## Спољашњи извори
- Record of Ragnarok (манга) на веб-сајту